# Liste de villes de Namibie

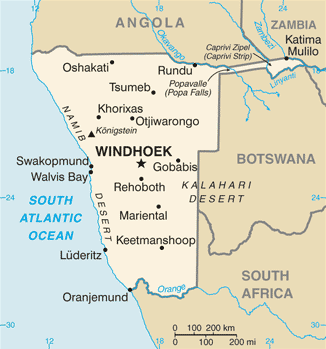
Carte de la Namibie avec les principales villes

Cet article dresse une liste des villes namibiennes les plus peuplées.
- Windhoek (capitale) 486 169 hab, Khomas
- Rundu 118 625 hab, Kavango East
- Walvis Bay 102 704 hab, Erongo
- Swakopmund 75 921 hab Erongo
- Oshakati 58 696 hab, Oshana
- Otjiwarongo  49 022 hab, Otjozondjupa
- Katima Mulilo 46 401 hab, Zambezi
- Okahandja 45 159 hab, Otjozondjupa
- Tsumeb 34 960 hab, Oshikoto
- Ondangwa 30 679 hab, Oshana
- Keetmanshoop 27 862 hab, ǁKaras
- Ongwediva 27 784 hab, Oshana
- Grootfontein 26 839 hab, Otjozondjupa
- Lüderitz 16 125 hab, ǁKaras
- Outjo 15 063 hab, Kunene (région)